# Liste der Mitglieder des Landtags von Waldeck-Pyrmont 1905–1908
Diese Liste nennt die Liste der Mitglieder des Landtags von Waldeck-Pyrmont 1905–1908.
1852 verabschiedete Fürst Georg Victor die Verfassungsurkunde für die Fürstentümer Waldeck und Pyrmont. Damit wurde ein neues Wahlrecht bestimmt und 1905 der 20. Landtag nach diesem Wahlrecht gewählt. Gewählt wurden 15 Abgeordnete in indirekter Wahl in Mehrpersonenwahlkreisen. Diese Wahlkreise entsprachen den vier Landkreisen, wobei je Kreis vier Abgeordnete gewählt wurden. Ausnahme war Pyrmont, wo drei Abgeordnete gewählt wurden. Rechtsgrundlage der Wahl war das Wahlgesetz vom 17. August 1852 (Wald. Reg. Bl., S. 163) in der Fassung vom 2. August 1856 (Wald. Reg. Bl., S. 75).

## Liste der Abgeordneten
Die so bestimmten Abgeordneten waren: 
| Wahlbezirk           | Abgeordneter        | Anmerkungen |
| -------------------- | ------------------- | ----------- |
| Kreis der Twiste     | Johannes Bach       |             |
| Kreis der Twiste     | Theodor Beinhauer   |             |
| Kreis der Twiste     | Heinrich Schwaner   |             |
| Kreis der Twiste     | Heinrich Welle      |             |
| Kreis des Eisenbergs | Eduard Emde         |             |
| Kreis des Eisenbergs | Christian Köchling  |             |
| Kreis des Eisenbergs | Robert Waldeck      |             |
| Kreis des Eisenbergs | Christian Zölzer    |             |
| Kreis der Eder       | Christian Hertel    |             |
| Kreis der Eder       | Adolf Klapp         |             |
| Kreis der Eder       | Justus Lippe        |             |
| Kreis der Eder       | Hermann Waldschmidt |             |
| Kreis Pyrmont        | Gustav Baumbach     |             |
| Kreis Pyrmont        | Wilhelm Sievers     |             |
| Kreis Pyrmont        | Hermann Steinmeyer  |             |